# Бевзенко Іван Валентинович
Іван Валентинович Бевзенко (10 грудня 1998 — 26 лютого 2022) — солдат Збройних сил України, учасник російсько-української війни, що загинув під час російського вторгнення в Україну.

## Життєпис
Народився у 1998 році в с. Матвіївці на Черкащині. Мешкав в с. Рацеве Черкаського району на Черкащині.
У 2019 вступив до лав Десантно-штурмових військ. Виконував задачі з захисту державного суверенітету і політичної незалежності, збереження територіальної цілісності та недоторканності кордонів в зоні ООС.
У 2021 отримав «Відзнаку Десантно-штурмових військ Збройних Сил України» призначену для нагородження найкращих військовослужбовців Десантно-штурмових військ Збройних Сил України за бездоганне виконання службових обов'язків та високий військовий професіоналізм. Присвоєння кваліфікаційної відзнаки здійснює командувач ДШВ за результатами кваліфікаційних змагань.
Під час російського вторгнення в Україну виконував завдання у складі розвідувального взводу, на посаді командира відділення 80 ОДШБр.
Загинув 26 лютого 2022 року в результаті ворожого артилерійського обстрілу поблизу м. Нова Каховка в урочищі Шилова Балка). Похований у рідному селі.

## Нагороди
- орден «За мужність» III ступеня (2022, посмертно) — за особисту мужність і самовіддані дії, виявлені у захисті державного суверенітету та територіальної цілісності України, вірність військовій присязі[2].